# Весна Пећанац
Весна Пећанац (Љубљана, 18. јун 1947) српска је глумица. Била је удата за режисера Живка Николића са којим има два сина. Велики део каријере је глумила у позоришту „Атеље 212“ у Београду, а осим тога остварила је бројне улоге у филмовима и телевизијским серијама.
Извела је монодраму „О, какав диван дан“ по хиљадити пут 4. јуна 2000. године у „Атељеу 212“. Јубиларно 1800. извођење било је 4. јуна 2016. године.

## Филмографија
| Год.     | Назив                                             | Улога             |
| -------- | ------------------------------------------------- | ----------------- |
| 1970.-те |                                                   |                   |
| 1971.    | Цео живот за годину дана                          | фризерка          |
| 1971.    | Дипломци                                          | Мими Митровић     |
| 1972.    | Петак вече                                        |                   |
| 1973.    | Од данас до сутра                                 |                   |
| 1973.    | Позориште у кући                                  | Беба              |
| 1973.    | Наше приредбе (ТВ серија)                         |                   |
| 1973.    | Филип на коњу                                     |                   |
| 1973.    | Шта се може кад се двоје сложе                    | Весна             |
| 1974.    | Позориште у кући 2                                | Ирина Николић     |
| 1974.    | Кошава                                            | спремачица        |
| 1975.    | Павле Павловић                                    |                   |
| 1975.    | Хитлер из нашег сокака                            | девојка на вашару |
| 1975.    | Отписани                                          | служавка Марија   |
| 1976.    | Бабино унуче                                      | мајка             |
| 1977.    | Запамтите (серија)                                |                   |
| 1977.    | Бештије                                           | курва             |
| 1978.    | Повратак отписаних                                | Дана              |
| 1978.    | Сироче                                            |                   |
| 1979.    | Какав дан                                         |                   |
| 1979.    | Осма офанзива                                     | Јока              |
| 1980.-те |                                                   |                   |
| 1982.    | Смрт господина Голуже                             | Милена            |
| 1984.    | Улични певачи                                     |                   |
| 1984.    | Пејзажи у магли                                   |                   |
| 1984.    | Чудо невиђено                                     | Крстиња           |
| 1985.    | Приче из бечке шуме                               |                   |
| 1986.    | Лепота порока                                     |                   |
| 1987.    | Мајстор и Шампита                                 | Бертина другарица |
| 1987.    | Друга Жикина династија                            | Маца              |
| 1987.    | У име народа                                      |                   |
| 1987.    | Ђекна још није умрла, а ка’ ће не знамо ТВ филм   | Јека              |
| 1988.    | Хаусторче                                         |                   |
| 1988.    | Ђекна још није умрла, а ка' ће не знамо ТВ серија | Јека              |
| 1989.    | Искушавање ђавола                                 |                   |
| 1990.-те |                                                   |                   |
| 1990.    | Народни непријатељ                                | Јека              |
| 1990.    | Гала корисница: Атеље 212 кроз векове             |                   |
| 1995.    | Ориђинали                                         | Молка             |
| 1995.    | Тамна је ноћ                                      | Фрау Фемка        |
| 2024.    | Нобеловац                                         | Жена са марамом   |

## Позоришне представе
- „Слике жалосних догађаја“[3]
- „О, какав диван дан“[1]
- „Радован трећи“ [тражи се извор]
- [4]